# Ecnomus masong
Ecnomus masong är en nattsländeart som beskrevs av Cartwright 1998. Ecnomus masong ingår i släktet Ecnomus och familjen trattnattsländor. Inga underarter finns listade i Catalogue of Life.